# Frans Hedblom
Frans Gustaf Hedblom, född 16 december 1883 i Hudiksvall, död 1973, var en svensk möbelarkitekt, målare och tecknare.
Han var son till biljardfabrikanten Anders Olof Hedblom och Anna Charlotta Carlsdotter samt från 1913 gift med Anna Svea Katarina Delin. Hedblom studerade konst vid Slöjdskolan i Stockholm 1901-1902 och fick privatundervisning i målning av Olof Arborelius 1902, han fortsatte sin utbildning vid Konstakademien i Nürnberg 1906-1907. Han tilldelades ett stipendium som han använde för en studieresa till Tyskland, Italien och Nederländerna 1914. Separat ställde han ut några gånger på Hudiksvalls museum och han medverkade i samlingsutställningar i Hudiksvall, Söderhamn, Gävle, Bollnäs och Östersund. Vid sidan av sitt eget skapande tecknade han exlibris och reklamteckningar för olika uppdragsgivare. Hans konst består av stilleben, mariner, hamnmotiv, och stämningsbetonade landskapsskildringar. Han var en av de ursprungliga stiftarna till Hälsinglands konstnärsförbund 1923. Hedblom är representerad vid Hudiksvalls museum med gouachen Hamnparti.